# Pseudobradya usitata
Pseudobradya usitata är en kräftdjursart som beskrevs av Noodt 1964. Pseudobradya usitata ingår i släktet Pseudobradya och familjen Ectinosomatidae. Inga underarter finns listade i Catalogue of Life.